# Durlești
Durlești est une ville de Moldavie située dans la municipalité de Chișinău.

## Démographie
En 2012, sa population était d'environ 18 000 habitants.